# Székelyszabar
Székelyszabar (nje. Sabern) je selo u južnoj Mađarskoj.
Stariji naziv je i Hercegszabar. "Herceg" u imenu je po nadvojvodi Karlu (mađ. főherceg). Kasnije ime je po Sekeljima (Sikuli, Sekulji) (mađ.Székely).
Zauzima površinu od 15,48 km četvornih.

## Zemljopisni položaj
Nalazi se na 46°3' sjeverne zemljopisne širine i 18°36' istočne zemljopisne dužine, sjeverozapadno od Mohača. Od susjednih naselja, sjeverno se nalazi 4,5 km udaljeni Imeš, 5,5 km udaljeni Sur,  Narad je 3 km zapadno, Lančug 6 km južno, a Duboka 3 km istočno.

## Upravna organizacija
Upravno pripada Mohačkoj mikroregiji u Baranjskoj županiji. Poštanski broj je 7737.

## Stanovništvo
U Székelyszabaru živi 648 stanovnika (2002.). 
1930-ih je u selu živjela velika njemačka zajednica. Selo je onda imalo 1048 Nijemaca i 32 Mađara.
Nakon velikog preseljavanja Nijemaca nakon Drugog svjetskog rata u selu je 1970-ih živjelo 502 Mađara i 479 Nijemaca.

## Vanjske poveznice
- (mađ.) A település honlapja
- (mađ.) Vendégváró.hu cikke[neaktivna poveznica]
- (mađ.) Térkép  Arhivirana inačica izvorne stranice od 13. lipnja 2008. (Wayback Machine)
- Székelyszabar na fallingrain.com